# A Space Gallery
A Space est un centre d'artistes canadien situé à Toronto, en Ontario.

## Historique
La galerie a vu le jour sous le nom de Nightingale Arts Council en 1970, et a été fondée en 1971. Le nom A Space Gallery a été utilisé pour la première fois lorsque la galerie s'est établie au 85, rue Saint-Nicolas. La première exposition, Concept 70, a été organisée par Robert Bowers et Chris Youngs et comprenait des œuvres de Ian Carr-Harris, Stephen Cruise, John McEwen, Dennis Oppenheim et General Idea. Il se concentre sur les œuvres d'art politique et social, comme l'exposition Detention 2015. La galerie A Space reçoit du financement du Conseil des arts de l'Ontario.

## Voir également
- Liste des musées de Toronto